# Croix-des-Bouquets (gemeente)
Croix-des-Bouquets (Haïtiaans-Creools: Kwadèbouke) is een stad en gemeente in Haïti met 250.000 inwoners. De plaats ligt 13 km ten oosten van de hoofdstad Port-au-Prince, in feite is het een buitenwijk van deze stad. Het is de hoofdplaats van het gelijknamige arrondissement in het departement Ouest. Ten noordoosten van Croix-des-Bouquets ligt het meer Trou Caïman.
Er wordt koffie, limoen, sisal, katoen en suikerriet verbouwd. Verder is er een destilleerderij van plantaardige olie. Op vrijdag wordt er een van de grootste veemarkten van Haïti gehouden.
Croix-de-Bouquet wordt gezien als een kunstzinnige buitenwijk van de hoofdstad Port-au-Prince, waar elementen uit de Europese en uit de vodou-cultuur bij elkaar komen. Bekend zijn de metalen sculpturen geproduceerd, die worden gemaakt van olievaten. Deze stellen vodou-entiteiten voor. 
In juli 2022 vielen vele doden en gewonden bij bendegeweld in de wijk.

## Indeling
De gemeente bestaat uit de volgende sections communales:
| Nr. | Naam           | Km²    | Inw.2015 |
| --- | -------------- | ------ | -------- |
| 1   | Les Varreux    | 41,18  | 21.911   |
| 2   | Les Varreux    | 45,47  | 138.145  |
| 3   | Petit Bois     | 22,51  | 46.494   |
| 4   | Petit Bois     | 21,91  | 7.327    |
| 5   | Petit Bois     | 41,41  | 11.789   |
| 6   | Belle Fontaine | 72,41  | 2.052    |
| 7   | Belle Fontaine | 113,13 | 3.923    |
| 8   | Belle Fontaine | 117,24 | 7.170    |
| 9   | Les Crochus    | 51,08  | 3.461    |
| 10  | Les Orangers   | 108,28 | 7.356    |

## Geboren in Croix-des-Bouquets
- 1972: Wyclef Jean, rapper